# Christine Milne
Christine Anne Milne, née le 14 mai 1953 à Latrobe, est une femme politique australienne.
Elle est la cheffe du parti des Verts australiens de 2012 à 2015 et est sénatrice pour l'État de Tasmanie de 2005 à 2015. Milne démissionne de son poste de chef de file le 6 mai 2015, remplacée par Richard Di Natale.